# Carlos Salcedo
Carlos Joel Salcedo Hernández (Guadalajara, 29 september 1993) is een Mexicaans voetballer die doorgaans als centrale verdediger speelt. Hij Eintracht Frankfurt in januari 2019 voor Tigres UANL. Salcedo debuteerde in 2015 in het Mexicaans voetbalelftal .

## Clubcarrière
Salcedo speelde in de jeugd voor CD Guadalajara en Club Tigres. In 2012 trok hij naar het Amerikaanse Real Salt Lake. Op 5 mei 2013 debuteerde de centrumverdediger in de Major League Soccer tegen Vancouver Whitecaps. In 2013 tekende hij bij CD Guadalajara. Salcedo debuteerde op 19 januari 2015 in de Mexicaanse Primera División tegen Club Universidad Nacional. Op 2 maart 2015 maakte hij zijn eerste competitietreffer, tegen CF Monterrey. In het seizoen 2016/17 werd hij verhuurd aan Fiorentina.
Salcedo maakte als basisspeler deel uit van de ploeg van Eintracht Frankfurt, die op zaterdag 19 mei 2018 de DFB-Pokal won door in de finale Bayern München met 3-1 te verslaan. Het was de eerste grote prijs voor de club in dertig jaar. Het elftal stond onder leiding van trainer-coach Niko Kovač, voor wie het duel in het Olympiastadion in Berlijn de laatste was op de bank bij Eintracht. Hij vertrok naar Bayern München.

## Interlandcarrière
Salcedo debuteerde op op 16 april 2015 in het Mexicaans voetbalelftal , in een oefeninterland tegen de Verenigde Staten. De wedstrijd werd met 2–0 verloren door doelpunten van de Amerikanen Jordan Morris en Juan Agudelo. Hij nam met Mexico deel aan de Copa América 2015, de Olympische Zomerspelen 2016, de Confederations Cup 2017, het WK 2018 en de Gold Cup 2019.